# Paul Cayard
Paul Pierre Cayard (San Francisco, 19 de mayo de 1959) es un deportista estadounidense que compitió en vela en la clase Star. Fue director ejecutivo del equipo Artemis Racing.
Obtuvo seis medallas en el Campeonato Mundial de Star entre los años 1984 y 2018. Participó en los Juegos Olímpicos de Atenas 2004, ocupando el quinto lugar en la clase Star.
Disputó siete ediciones de la Copa América: en 1983 con el Defender, en 1987 con el USA, en 1992 con el Il Moro di Venezia, en 1995 con el Stars & Stripes, en 2000 con el AmericaOne, en 2007 con el Desafío Español y en 2013 con el Artemis Racing.
Ganó la Vuelta al mundo a vela en la edición de 1997-98 como patrón del EF Language. En la edición de 2005-06 quedó segundo como patrón del Piratas del Caribe.

## Palmarés internacional
| \| Campeonato Mundial \| Campeonato Mundial \| Campeonato Mundial \| Campeonato Mundial \| \| Año \| Lugar \| Medalla \| Clase \| \| ------------------ \| ------------------------------ \| ------------------ \| ------------------ \| \| 1984 \| Vilamoura (Portugal) \| Medalla de bronce \| Star \| \| 1985 \| Nassau (Bahamas) \| Medalla de bronce \| Star \| \| 1987 \| Chicago (Estados Unidos) \| Medalla de bronce \| Star \| \| 1988 \| Buenos Aires (Argentina) \| Medalla de oro \| Star \| \| 1992 \| San Francisco (Estados Unidos) \| Medalla de bronce \| Star \| \| 2018 \| Oxford (Estados Unidos) \| Medalla de bronce \| Star \| |                                |                   |       |
| Campeonato Mundial |                                |                   |       |
| Año | Lugar                          | Medalla           | Clase |
| 1984 | Vilamoura (Portugal)           | Medalla de bronce | Star  |
| 1985 | Nassau (Bahamas)               | Medalla de bronce | Star  |
| 1987 | Chicago (Estados Unidos)       | Medalla de bronce | Star  |
| 1988 | Buenos Aires (Argentina)       | Medalla de oro    | Star  |
| 1992 | San Francisco (Estados Unidos) | Medalla de bronce | Star  |
| 2018 | Oxford (Estados Unidos)        | Medalla de bronce | Star  |